# Kimzeyita
La kimzeyita és un mineral de la classe dels silicats, que pertany al grup de la schorlomita. Va ser descoberta l'any 1961 a la pedrera de calcita Kimzey, Arkansas, als Estats Units; de la qual rep el nom.

## Característiques
La kimzeyita és un nesosilicat de fórmula química Ca₃Zr₂(SiAl₂)O₁₂ segons l'IMA. Cristal·litza en el sistema isomètric en dodecaedres modificats per trapezoedres de fins a 5 mm; també en grans arrodonits. És de color marró obscur i la seva duresa a l'escala de Mohs és 7.
Segons la classificació de Nickel-Strunz, la kimzeyita pertany a «9.AD - Nesosilicats sense anions addicionals; cations en [6] i/o major coordinació» juntament amb els següents minerals: larnita, calcio-olivina, merwinita, bredigita, andradita, almandina, calderita, grossulària, henritermierita, hibschita, hidroandradita, katoïta, goldmanita, knorringita, majorita, morimotoïta, vogesita, schorlomita, spessartina, uvarovita, wadalita, holtstamita, kerimasita, toturita, momoiïta, eltyubyuïta, coffinita, hafnó, torita, thorogummita, zircó, stetindita, tombarthita-(Y), huttonita, eulitina i reidita.

## Jaciments
La kimzeyita ha estat trobada a la vall del Radau, Baixa Saxònia, Alemanya; Barreiro, Minas Gerais, Brasil; badia Ailik, Terranova i Labrador, i Ablovia fjord i Oka, Quebec, Canadà; diferents lloc del Comtat de Hot Spring, Arkansas, Estats Units; a Stromboli, Sicília i al llac Bracciano, Laci, Itàlia; Flekkeren, Telemark, Noruega; caldera volcànica Chegem, Caucas Nord i vall del riu Vilyui, Sibèria de l'Est, Rússia; Timrå i Sundsvall, Medelpad, Suècia; i al volcà Kerimasi, Arusha, Tanzània.
Les mostres trobades a la cova Magnet estaven associades amb altres minerals com: apatita, calcita, monticel·lita, magnetita, perovskita, anhidrita, vesuvianita, biotita i pirita.